# آرمان امروز
آرمان امروز با نام سابق آرمان و آرمان روابط عمومی، روزنامه خبری، تحلیلی و سیاسی با گرایش اصلاح طلبی و اعتدال نزدیک به علی اکبر هاشمی رفسنجانی است.
این روزنامه روز دوشنبه ۲۰ آبان ۱۳۹۲، نام خود را از آرمان روابط عمومی به آرمان امروز تغییر داد.

## توقیف‌ها
آرمان امروز، که در آن زمان آرمان روابط عمومی نام داشت، در مهر ۱۳۸۸ توقیف شد. اما نهایتاً پس از ۷۵ روز رفع توقیف و مجدداً انتشار خود را از سر گرفت. امتیاز این روزنامه در ۳۱ تیر ۱۳۹۸ به‌دلیل اختلاف میان حسین عبداللهی، مدیرمسئول روزنامه، و هوشمند سفیدی، صاحب امتیاز آن، از سوی هیئت نظارت بر مطبوعات مجدداً لغو شد و همزمان با لغو امتیاز آن، روزنامهٔ آرمان ملی به صاحب امتیازی عبداللهی منتشر شد. پس از ۲۹ ماه، در ۳۰ آذر ۱۴۰۰ دادگاه تجدید نظر استان تهران رأی به رفع توقیف این روزنامه داد و نخستین نسخه از آن پس از رفع توقیف، در خرداد ۱۴۰۱ منتشر شد.. 
رسانه های ایران خبر دادند که حسین عبداللهی در نهم فروردین ۱۴۰۱ به شکل ناگهانی در سن ۵۱ سالگی درگذشت.